# Юрий Трутнев
Юрий Петрович Трутнев (на руски: Юрий Петрович Трутнев) е министър на природните ресурси и екологията на Руската федерация от 2004 г. Избран е за кмет на Перм през 1996 г. (постигайки 61,42% подкрепа в първия тур) и е избран за губернатор на Пермския регион през 2000 (51,48%).
На 9 март 2004 г. с указ на президента на Руската федерация е назначен на поста министър на природните ресурси в правителството на Михаил Фрадков. Прем май 2004 след встъпването в длъжност на следващия президент на Русия, Владимир Путин го назначава отново на поста министър на природните ресурси.